# ARSAT-SG1
ARSAT-SG1, anteriormente conocido como ARSAT-3, iba a ser un proyecto de satélite de comunicaciones geostacionario operado por la compañía, propiedad del Gobierno de Argentina, ARSAT. Ha de ser el tercer satélite geoestacionario construido por la firma argentina INVAP. Se planea localizarlo en el slot geoestacionario en la longitud 81° Oeste y establecer cobertura en todo el continente americano.

## Historia
El satélite estaba originalmente planeado para ser lanzado al espacio en 2015, a bordo de un Ariane-5ECA desde el Puerto espacial de Kourou en la Guayana Francesa. Hacia mediados de 2014 se encontraba en proceso de diseño. A mediados de 2015 se había iniciado su construcción, siendo su lanzamiento programado para 2019.
En enero de 2016 el gobierno de Mauricio Macri suspendió la construcción del satélite ARSAT-3. El presidente de ARSAT, Rodrigo de Loredo, declaró: «Arsat necesita autofinanciamiento porque nos encontramos con una empresa que tiene cosas buenas pero con un desmanejo de los fondos».
En mayo de 2017, durante un Simposio Satelital organizado por la Unión Internacional de Telecomunicaciones, la empresa anunció que el satélite pasaría a ser de alto rendimiento, lo que llevaría a un cambio de plataforma. En mayo de 2019, el contratista principal INVAP anunció una asociación con Turkish Aerospace Industries para llevar a cabo el desarrollo de una plataforma satelital completamente eléctrica.
En febrero de 2020, la empresa constructora INVAP confirmó la construcción del satélite y cambios en el mismo, particularmente el uso de la plataforma GSATCOM con capacidad de propulsión eléctrica.
En septiembre de 2020, el entonces jefe de Gabinete de Ministros de la Nación, Santiago Cafiero, y el presidente Alberto Fernández, en el acto de presentación del Plan Nacional de Conectividad “Conectar”, anunciaron la reactivación del Plan Satelital Argentino que incluía la conclusión del SG-1. En junio de 2021, el gobierno argentino firmó un contrato con el Banco de Desarrollo de América Latina y el Caribe (CAF) para financiar el SG-1 por 243 millones de dólares, con un aporte adicional de 22 millones de dólares de la empresa estatal ARSAT. La construcción estaría a cargo de INVAP, aunque la mayoría de los componentes críticos (propulsión, carga útil, sensores, computadoras de a bordo, etc.) provendrían de Estados Unidos y Europa. Entretanto, se contrataron ocho satélites "gap-filler" para custodiar los puntos orbitales asignados por la UIT a Argentina, a un costo estimado de 8 millones de dólares por cada unidad. Se trata, al igual que el "Pueblo Peronista 1" alquilado a Telesat de satélites obsoletos que no brindan servicios reales sino que cumplen un rol regulatorio formal.
Si bien se planeaba lanzarlo en 2023, el entonces subgerente de Operaciones Satelitales de ARSAT, Juan Aurelio, comentó en agosto de 2023 durante una conferencia dictada en el Instituto Universitario para el Desarrollo Productivo y Tecnológico Empresarial de la Argentina (IUDPT), que se realizaría el primer trimestre de 2025. Tras el cambio de gobierno producido en diciembre de 2023, cuando asumió la presidencia Javier Milei, se volvieron a postergar los plazos, programándose su lanzamiento para el mes de octubre de 2027 y su puesta en funcionamiento para abril de 2028. El nuevo gobierno también expresó su voluntad de incorporar capital privado a ARSAT promoviendo la salida a bolsa del 49 % de las acciones, y conservando el Estado Argentino el 51 % restante.

## Características
El ARSAT-SG1 ofrecerá una amplia gama de servicios de telecomunicaciones, tales como la transmisión de datos, Internet y televisión, ya que se ha desarrollado de nueva plataforma para poder ofrecer más servicios y ganar en competitividad en la relación entre potencia y peso que tienen los satélites. Tendrá Banda Ka bentpipe multi-ha. Al estar diseñado para dar Internet en dicha banda, permitirá dar un servicio a un costo similar a CL, para complementar la red de fibra óptica en Argentina y cubrir los baches.
Su vida útil estimada será de 15 años.